# Cyphoderris buckelli
Cyphoderris buckelli är en insektsart som beskrevs av Morgan Hebard 1934. Cyphoderris buckelli ingår i släktet Cyphoderris och familjen Prophalangopsidae. Inga underarter finns listade i Catalogue of Life.